# SMAW
SMAW ([smɔː], чит. «Смо», англ. Shoulder-launched Multi-purpose Assault Weapon — «запускаемое с плеча многоцелевое штурмовое оружие», индекс морской пехоты MK 153 Mod 0) — американский ручной гранатомёт, предназначенный для уничтожения фортификационных сооружений, небронированной и легкобронированной техники. Принят на вооружение в 1984 году.

## История создания и производства
Гранатомёт производится американской компанией McDonnell Douglas Missile Systems Co. в Сент-Луисе, штат Миссури, по заказу командования Корпуса морской пехоты США. В основу при создании SMAW были положены наработки по собственной программе переносного противотанкового оружия ближней дальности (Short-Range Man-Portable Antitank Weapon Technology, сокр. SMAWT), проводившейся в первой половине 1970-х гг., в ходе которой Редстоунским арсеналом совместно с армейскими лабораториями (Армейской исследовательской лабораторией, Лабораторией им. Даймонда в Адельфи и Эргономической лабораторией Абердинского научно-исследовательского центра, — все три в штате Мэриленд; главным инженером проекта был Берни Кобб со своим помощником Дональдом Ифшиным, оба из Армейской исследовательской лаборатории) был разработан и испытан образец противотанкового оружия калибром 81 мм, длиной около 790 мм (31 дюйм), весом пусковой трубы немногим более 3,6 кг (8 фунтов), со влитым открытым механическим прицелом винтовочного типа с 3-кратным увеличением и дальномерной линейкой для стрельбы с плеча по целям на расстоянии до 350 метров и начальной скоростью полёта гранаты около 365 м/сек, как потенциальная замена для гранатомётов семейства M72. Помимо описанных прицельных приспособлений, проводились эксперименты по применению SMAWT с 1-кратным прицелом от M72A2, 3-кратным прицелом XM73, 2,5-кратным прицелом РПГ-7. Пусковая труба SMAWT изготавливалась из слоёного полимерного материала, армированного стекловолоконной нитью (автоматизированная технология производства предусматривала обмотку заготовки трубы нитью и наложение поверх неё очередного слоя горячего тонкоплёночного полимера). Для SMAWT был разработан модифицированный взрыватель M530A1.

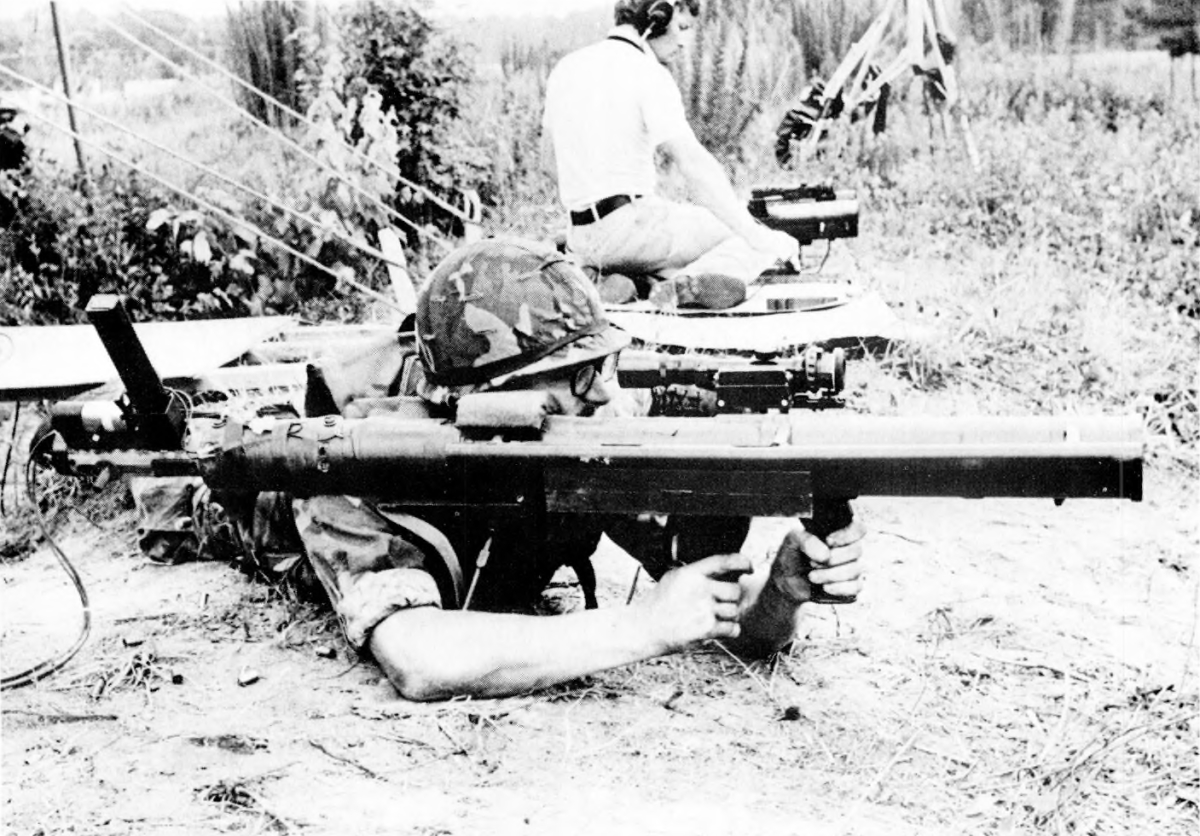
Приёмочные испытания РПГ морской пехотой в Кэмп-Леджен в 1982 году

Вариант SMAW, проходивший доводку и испытания в 1980-е гг. по своим габаритным характеристикам немногим отличается от SMAWT начала 1970-х (на несколько миллиметров короче по длине и толще в диаметре, плечевой упор иной формы). Также при создании SMAW были использованы элементы хорошо зарекомендовавшего себя израильского ручного противотанкового гранатомёта B-300, разработанного в конце 1970-х гг.
SMAW успешно применялся подразделениями морской пехоты в ходе войны в Персидском заливе в 1991 году, по итогам положительного опыта боевого применения оружия был заказан в модифицированном виде командованием Армии США для оснащения им 82-й воздушно-десантной дивизии. Помимо MDMSC как генерального подрядчика и производителя гранат, за обеспечение пусковыми трубами отвечает компания Talley Defense Systems в Месе, штат Аризона, 95% корпуса пусковой трубы изготавливается из углеродного волокна (в пять раз более прочного, чем листовая сталь) на фабрике полимерных материалов компании Fiber Innovations, Inc., в Уолполе, штат Массачусетс.

## Назначение

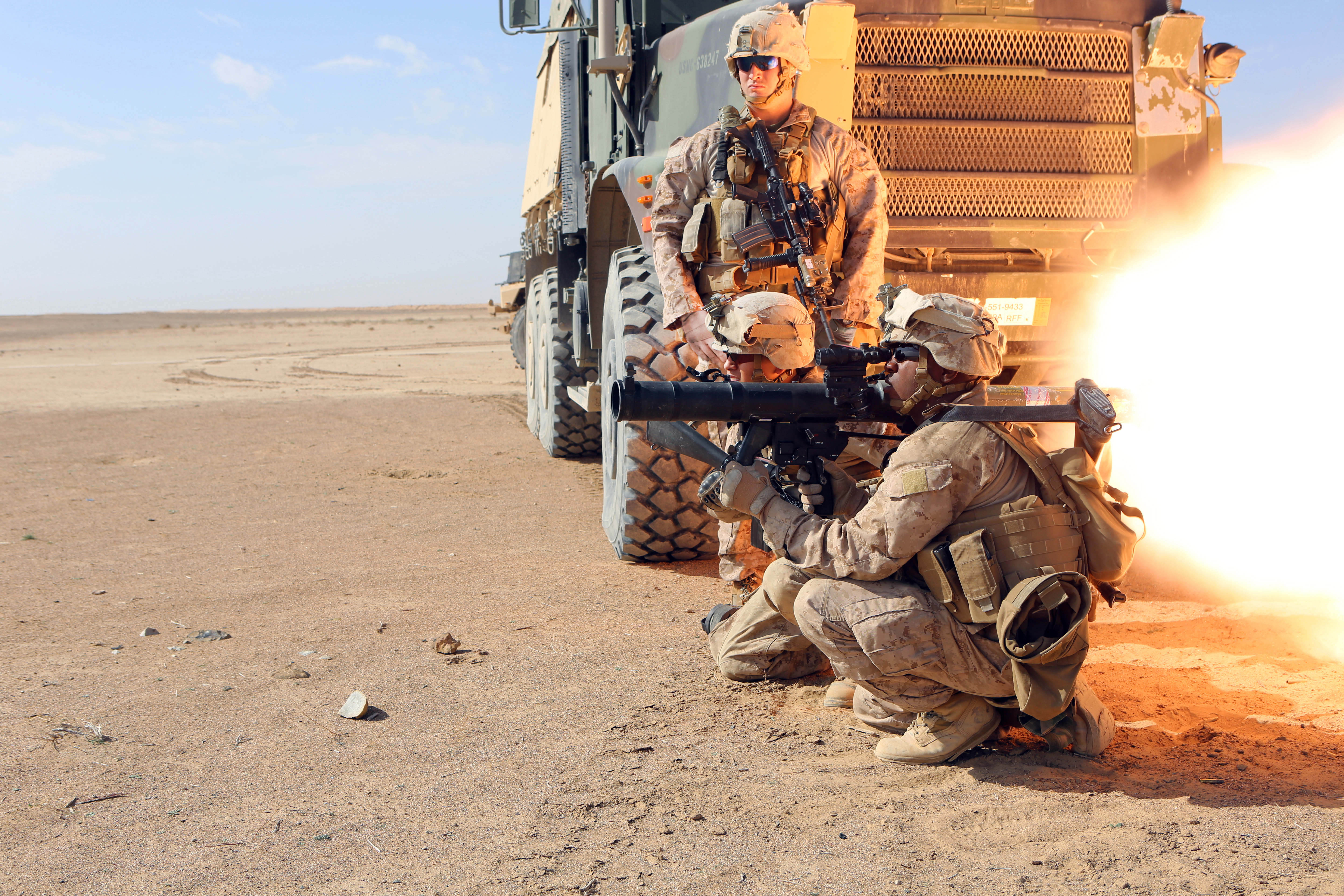
Момент выстрела

В тактическом плане предусматривается использовать гранатомет для разрушения полевых фортификационных сооружений, проделывания проходов в заграждениях, стенах зданий, уничтожения небронированной и легкобронированной техники. В качестве дополнительной задачи рассматривается уничтожение бронированных целей и долговременных фортификационных сооружений. Дальность эффективной стрельбы из гранатомета SMAW — до 500 метров.
Военная учётная специальность стрелков-гранатомётчиков официально именуется «штурмовик-истребитель танков» (MOS 0351 Antitank Assaultman). Организационно, стрелки-гранатомётчики SMAW сведены в штурмовые секции (отделения) по двенадцать человек личного состава и сержант-командир. Каждая секция в свою очередь состоит из шести расчётов-боевых двоек, в каждой двойке гранатомётчик и помощник-заряжающий. По штату положено шесть гранатомётов на одну штурмовую секцию в составе взвода огневой поддержки роты морской пехоты. Взвод огневой поддержки существует как единое подразделение только в административно-тыловых (расквартировка и довольствие), логистических (транспортировка и снабжение) и учебных целях (подготовка личного состава), в любой другой ситуации его личный состав несёт службу будучи прикомандированным к линейным подразделениям. Боевые двойки действуют совместно со стрелковыми взводами морской пехоты, за которыми они закрепляются на время проведения той или иной операции.
В комплект к гранатомёту входят: пусковое устройство MK 153, термобарическая реактивная граната MK 3, учебная граната MK 4, 9-мм пристрелочный патрон MK 217.

## Конструкция
В конструкции пускового устройства гранатомёта SMAW используется давно отработанная в противотанковых гранатомётах схема. Гладкоствольная пусковая труба многоразового использования калибра 83 мм в задней части имеет расширение для отвода расширяющихся газов двигателя реактивной гранаты. Спусковой механизм электромагнитного типа с предохранительным устройством смонтирован в отдельном корпусе вместе с пистолетной рукояткой. Сверху к пусковой трубе крепится дневной оптический прицел или универсальный ночной прицел AN/PVS-4. Прицельные приспособления помимо встроенного механического прицела и съёмного оптического прицела включают в себя пристрелочное устройство с отъёмным магазином на 6 патронов калибра 9 мм, представляющее собой алюминиевый ствол, закреплённый с правой стороны пусковой трубы и предназначенный для осуществления пристрелки по цели трассирующей пулей. Внешняя баллистика применяемой 9-мм пули схожа с баллистикой 83-мм гранаты на расстоянии не более 250 метров. Сначала стрелок производит грубую наводку механическим или оптическим прицелом, затем осуществляет пристрелку, после чего, скорректировав огонь, стреляет по цели гранатой. Для экономии времени, при стрельбе на ближних дистанциях, пристрелкой можно пренебречь.

## Боеприпасы
Основным боеприпасом для гранатомёта SMAW является термобарическая реактивная граната MK 3 HEDP (англ. High-Explosive Dual-Purpose — «фугасный, двойного назначения»), содержащая 1,1 кг взрывчатого вещества. Взрыватель рассчитан на мгновенную детонацию при стрельбе по бронированным объектам и для проделывания проходов в стенах и заграждениях, либо на подрыв с замедлением при поражении небронированных целей и фортификационных сооружений с земляной или песчаной обсыпкой, либо обложенных мешками с песком.
Кумулятивная граната HEAA (англ. High-Explosive Anti-Armor — «бронебойно-фугасный») способна пробить до 600 мм катаной гомогенной броневой стали.
Оба боеприпаса имеют одинаковую двигательную часть с твердотопливным ракетным двигателем и многолопастным аэродинамическим стабилизатором. В боевом положении в пусковую трубу заходит только двигательная часть гранаты, а боевая часть находится снаружи.

## Модификации
|             |             |             |             |             |             |  |  |                     |                     |                     |                     |                     |                     |  |  | HAW (1964) | HAW (1964) | HAW (1964) | HAW (1964) | HAW (1964) | HAW (1964) |  |  |               |               |               |               |                     |               |               |  | AHAMS (1978)     | AHAMS (1978)     | AHAMS (1978)     | AHAMS (1978)     | AHAMS (1978)     | AHAMS (1978)     |  |  |                   |                   |                   |                   |                   |                   |
|             |             |             |             |             |             |  |  |                     |                     |                     |                     |                     |                     |  |  | HAW (1964) | HAW (1964) | HAW (1964) | HAW (1964) | HAW (1964) | HAW (1964) |  |  |               |               |               |               |                     |               |               |  | AHAMS (1978)     | AHAMS (1978)     | AHAMS (1978)     | AHAMS (1978)     | AHAMS (1978)     | AHAMS (1978)     |  |  |                   |                   |                   |                   |                   |                   |
| BRAT (1959) | BRAT (1959) | BRAT (1959) | BRAT (1959) | BRAT (1959) | BRAT (1959) |  |  | Tow Sidekick (1961) | Tow Sidekick (1961) | Tow Sidekick (1961) | Tow Sidekick (1961) | Tow Sidekick (1961) | Tow Sidekick (1961) |  |  | MAW (1964) | MAW (1964) | MAW (1964) | MAW (1964) | MAW (1964) | MAW (1964) |  |  | Dragon (1967) | Dragon (1967) | Dragon (1967) | Dragon (1967) | Dragon (1967)       | Dragon (1967) |               |  | Dragon II (1980) | Dragon II (1980) | Dragon II (1980) | Dragon II (1980) | Dragon II (1980) | Dragon II (1980) |  |  | Dragon III (1989) | Dragon III (1989) | Dragon III (1989) | Dragon III (1989) | Dragon III (1989) | Dragon III (1989) |
| BRAT (1959) | BRAT (1959) | BRAT (1959) | BRAT (1959) | BRAT (1959) | BRAT (1959) |  |  | Tow Sidekick (1961) | Tow Sidekick (1961) | Tow Sidekick (1961) | Tow Sidekick (1961) | Tow Sidekick (1961) | Tow Sidekick (1961) |  |  | MAW (1964) | MAW (1964) | MAW (1964) | MAW (1964) | MAW (1964) | MAW (1964) |  |  | Dragon (1967) | Dragon (1967) | Dragon (1967) | Dragon (1967) | Dragon (1967)       | Dragon (1967) |               |  | Dragon II (1980) | Dragon II (1980) | Dragon II (1980) | Dragon II (1980) | Dragon II (1980) | Dragon II (1980) |  |  | Dragon III (1989) | Dragon III (1989) | Dragon III (1989) | Dragon III (1989) | Dragon III (1989) | Dragon III (1989) |
|             |             |             |             |             |             |  |  |                     |                     |                     |                     |                     |                     |  |  |            |            |            |            |            |            |  |  |               |               |               |               | Tank Breaker (1978) |               |               |  |                  |                  |                  |                  |                  |                  |  |  |                   |                   |                   |                   |                   |                   |
|             |             |             |             |             |             |  |  |                     |                     |                     |                     |                     |                     |  |  |            |            |            |            |            |            |  |  |               |               |               |               |                     |               |               |  |                  |                  |                  |                  |                  |                  |  |  |                   |                   |                   |                   |                   |                   |
|             |             |             |             |             |             |  |  |                     |                     |                     |                     |                     |                     |  |  |            |            |            |            |            |            |  |  |               |               |               |               |                     |               | IMAAWS (1981) |  |                  |                  |                  |                  |                  |                  |  |  |                   |                   |                   |                   |                   |                   |
|             |             |             |             |             |             |  |  |                     |                     |                     |                     |                     |                     |  |  |            |            |            |            |            |            |  |  |               |               |               |               |                     |               |               |  |                  |                  |                  |                  |                  |                  |  |  |                   |                   |                   |                   |                   |                   |
|             |             |             |             |             |             |  |  |                     |                     |                     |                     |                     |                     |  |  |            |            |            |            |            |            |  |  |               |               |               |               |                     |               |               |  | SMAW (1983)      |                  |                  |                  |                  |                  |  |  |                   |                   |                   |                   |                   |                   |
|             |             |             |             |             |             |  |  |                     |                     |                     |                     |                     |                     |  |  |            |            |            |            |            |            |  |  |               |               |               |               |                     |               |               |  |                  |                  |                  |                  |                  |                  |  |  |                   |                   |                   |                   |                   |                   |

### SMAW-D
SMAW-D (D от Disposable — «одноразовый») — облегчённая противобункерная модификация гранатомёта, одноразового использования по принципу «выстрелил и выбросил». По конструкции близок к РПГ AT4. Не имеет рукоятки и съёмных оптических прицельных приспособлений, вместо них имеет достаточно примитивный механический прицел. Весит 7,25 кг (16 фунтов) в снаряжённом состоянии. Поставляется для десантников в заводской комплектации, в герметичной пусковой трубе, в виде готовом к боевому применению. Предназначен для поражения инженерно-фортификационных сооружений и огневых точек в зданиях.

### SMAW-NE
SMAW-NE (англ. Novel Explosive — «новое взрывчатое вещество») — боеприпасы объемного взрыва, которые способны разрушать здания. Применялись во время военных действий в Афганистане и Ираке.

### Mk. 153 Mod 1
Mk. 153 Mod 1 SMAW — созданный в конце 1990-х прототип SMAW с новым пристрелочным устройством, устанавливаемым снизу пусковой трубы.

### Mk. 153 Mod 2
Mk. 153 Mod 2 — принятая на вооружение КМП США в 2019 году версия SMAW с цифровым прицельным комплексом SMAW-MBS, состоящим из дальномера AN/PSQ-23A и тепловизионного прицела AN/PAS-13 LWTS.

### SMAW 2 Serpent
SMAW 2 Serpent (англ. Serpent — «Змей») — разработанная в 2012 году совместно Raytheon и Nammo на основе SMAW система для его замены. Прицельные приспособления и пристрелочное устройство заменяются на цифровой прицельный комплекс, а пусковое устройство получает улучшенную эргономику и меньший на 2 кг вес за счёт использования полимерных материалов. На вооружение принята не была.

## Состоит на вооружении
Современные операторы
- Пакистан: SMAW в небольшом количестве приняты на вооружение подразделений специального назначения SSGN ВМС Пакистана.
- США: с февраля 1984 года состоит на вооружении у Корпуса морской пехоты ВМС США. Официально обозначается Launcher, Assault Rocket, 83mm, SMAW Mk 153 Mod 0[18].
- Украина: в 2021-2023 годах из запасов Главного управления ВМС США передано некоторое количество SMAW и SMAW-D[19]. Mk. 153 в ВСУ обозначается Ручний Протитанковий Гранатомет SMAW[20].

Несостоявшиеся поставки
- Филиппины: в 2019 году рассматривались как новое лёгкое противотанковое средство морской пехоты ВМС[21]. В конечном счёте не прошли испытания и вместо них в 2021 на вооружение были приняты болгарские ATGL-1L.

## Эксплуатация и боевое применение
- Вторжения США в Панаму (1989): первое боевое применение SMAW.
- Операция «Щит пустыни» (1990—1991): применялись КМП США.
- Операция «Буря в пустыне» (1991): применялись КМП США. Кроме того, из запасов флота было передано 125 SMAW Сухопутным войскам США.
- Война в Афганистане (2001—2021): применялись КМП США. На основе опыта, полученного в ходе использования SMAW, была запущена программа доработки всех наличных пусковых устройств Mk. 153 для повышениях надёжности.
- Война в Ираке (2003—2011): широко использовались КМП США в ходе городских боёв во время иракской партизанской войны. Система получила очень позитивные отзывы и была одним из самых эффективных средств по борьбе с огневыми точками вооружённой оппозиции в зданиях. 
  - В ходе второго штурма Фаллуджи 3-м батальоном 1-го полка 1-й дивизии морской пехоты впервые были применены гранатомёты в версии SMAW-NE[22].
- Гражданская война в Сомали: применяются подразделениями ВС США, развёрнутыми в Джибути для охраны военных объектов и борьбы с сомалийскими пиратами.
- Гражданская война в Сирии: применяются подразделениями КМП США, развёрнутыми в 2017 году в рамках операции «Непоколебимая решимость».
- Война в Украине: первые SMAW переданы правительством США Украине во время кризиса 2021—2022 годов. Впоследствии количество на вооружении ВСУ были увеличено за счёт дальнейших поставок. В 2023 году начали выдаваться боевым подразделениям, в частности, Mk. 153 стали на вооружение 68-й отдельной егерской и 144-й отдельной стрелковой бригад. 
  - Первое боевое применение систем этого типа армией Украины произошло в ходе боёв за Бахмут или в ходе второй обороны Марьинки.